# Farbowane
Farbowane (ukr. Фарбоване) – wieś na Ukrainie, w obwodzie kijowskim, w rejonie boryspolskim, w hromadzie Jahotyn. W 2001 liczyła 1063 mieszkańców, spośród których 1032 wskazało jako ojczysty język ukraiński, 29 rosyjski, a 2 białoruski.